# Династія Чу
Чу (кит.: 楚) — династія з 209 по 202 рік до н. е., заснована спочатку на місці царства Чу, зайнятого Цінь Ши Хуан-ді близько 25 років тому. Час правління династії Чу займає перехідний період після смерті Цінь Ши Хуан-ді до встановлення династії Хань. Цей період називається також Протистоянням Чу і Хань (кит 楚汉 战争 chǔhànzhànzhēng Чухань-чжаньчжен) і вважається смутним часом багатостороннього військового конфлікту.

## Чень Ше,У Гуані повстання проти Цінь
Після смерті імператора Цінь Ши Хуан-ді по всьому Китаю спалахнули хвилювання і повстання населення недавно завойованих царств. Одне з перших повстань спалахнуло в 209 році до н. е. на території колишнього царства Чу яке очолили хлібороби, які розорилися, Чень Ше, який оголосив себе ваном, і У Гуан.

### Початок повстання
Чень Ше у чині капітана цінської армії і У Гуан були відправлені з 900 іншими особами з числа найбіднішого населення на північні кордони для відбування військової повинності. Дорога була дуже важка, до того ж пішли дощі і почалися повені, і вони не змогли прибути до місця призначення в зазначений термін. За армійськими законами імперії Цінь невиконання наказів каралося стратою незалежно від поважних причин. Оскільки вони всі разом, як начальники, так і солдати, все одно вже були приречені на смерть, Чень Ше вмовив своїх товаришів утекти. Вони вбили начальника партії і підняли повстання, яке швидко поширилося на велику територію.

### Бойові дії
Чень і У оголосили, що їх нібито підтримують Фусу (старший син Цінь Ши Хуан-ді, змушений незадовго до того вчинити самогубство) і Сян Янь (знаменитий генерал царства Чу): це твердження було не більше ніж ідеологічним прийомом для залучення ворогів династії, оскільки і той і інший насправді були мертві. На знак непокори повстанці оголосили про відродження Чу, колишнього ворога царства Цінь. Повстанці захоплювали міста і цілі області, вбивали чиновників. Взимку 208 року до н. е. найсильніший загін армії Чень Ше підступив до Сяньяна 咸阳, імперської столиці. Хоча урядовим військам вдалося відстояти місто, в ньому зчинилася паніка, положення для династії ставало все більш загрозливим.

### СмертьЧень ШеіУ Гуана
Цінський правитель для придушення повстання послав генерала Чжан Ханя, який успішно провів бої проти повстанців. Армія Чень Ше незабаром була розбита, а сам він загинув. Ще до його смерті за наклепницьким доносом повстанці стратили У Гуана. Але це не означало придушення всього антицінського руху, який тільки розгорівся: на місце кожного загиблого повстанця вставали кілька інших, а замість убитих Чень Ше і У Гуана з'явилися численні інші вожді і полководці. По суті імперія Цінь опинилася перед обличчям загального повстання народів усіх шести недавно завойованих царств — Янь, Чжао, Ці, Чу, Хань і Вей. Визнавши факт втрати імперії, новий цінський правитель Цзиїн за порадою Чжао Гао прийняв титул «ван» (цар) замість «хуанді» (імператор).

## Сян ЛяніХуай-ван
Керівництво взяв на себе генерал Сян Лян, який за порадою Фань Цзена поставив царем збіднілого спадкоємця будинку Чу, давши йому титул Хуай-вана. При цьому Хуай-ван не володів ніякою реальною владою, яка вся належала Сян Ляну і згодом його наступнику Сян Юю. У 208 році до н. е. Сян Лян зазнав поразки від Чжан Ханя і загинув. Тоді владу захопив його племінник, генерал Сян Юй, який встав на чолі руху можновладних князів.

## Сян ЮйіЛю Бан

### ПовстанняЛю Бана
Лю Бан, колишній староста невеликого села, підняв повстання в Цзянсу через два місяці після початку повстання Чень Шена і У Гуана. Лю Бан зник з рештою силами в довколишніх горах. Відразу ж до нього стало приєднуватися навколишнє населення, і рух прийняв значні розміри. Незабаром Лю Бан, не розраховуючи на свої сили, з'єднався з найбільш сильними з армії, очолюваних аристократією. Серед них був і Сян Юй. Лю Бан зумів завоювати і прихильність народних мас і симпатії воєначальників з аристократії. Скрізь, де Лю Бан, що вже став Пей-гуном, проходив зі своєю армією, він оголошував про звільнення від податків і повинностей, про скасування цінських законів і звільнення засуджених в рабство, що привертало до нього широкі народні маси. Разом з тим Лю Бан всіляко намагався підкреслити свою повагу до представників аристократії.

### Ліквідація династіїЦінь

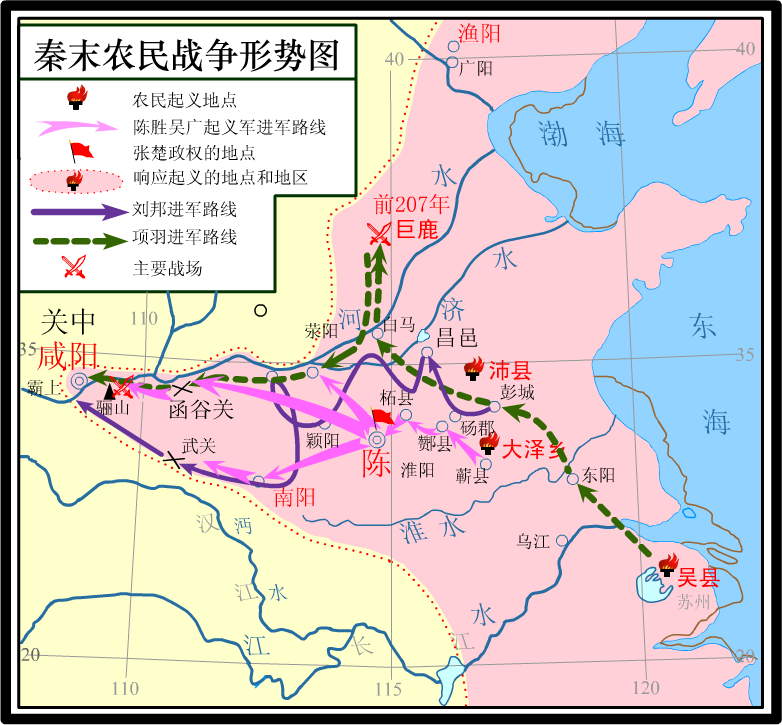
Рух повстання проти Цінь аж до заняття столиці (Сяньян)Рожеві стрілки — повстання Чень Ше і У Гуана
Чорний пунктир — рух армії Сян Юя, темно-синя лінія — рух армії Лю Бана

Сян Юй (項羽) зміг завдати цінським військам важкі поразки. Наприкінці 207 року до н. е. майбутній ханський імператор Гао-цзу (на ім'я Лю Бан, тоді Пей-гун), союзник Сян Юя, зайняв Цінську столицю Сяньян, але не наважився утвердитися і через місяць впустив в Сяньян Сян Юя, який у січні 206 до н. е. знищив і пограбував все місто, стративши останнього цінского імператора, вирізавши весь його рід, зруйнувавши і розграбувавши гробницю Цінь Ши Хуан-ді.

### Ухвалення верховної влади
Утвердившись при владі, Сян Юй привласнив собі титул вана-гегемона, а Хуай-вану присвоїв титул «Справедливого імператора» (Ї-ді), проте незабаром його умертвив і став правити особисто. Він призначив ванами кілька десятків воєначальників і аристократів.

### Структура Китаю при Сян Юї
Хуай-ван обіцяв тому, хто займе цінські землі, віддати їх у володіння. Пей-гун (майбутній ханський імператор Гао-цзу), обіцяючи життя обложеним містах і збереження посад чиновникам, порівняно легко зайняв столицю, але побоюючись Сян Юя, відійшов, давши йому можливість повторно ввійти в Сяньян. Після того, як Сян Юй це зробив, знищивши місто, він дарував титул ванів 18 воєначальникам і встановив структуру імперії яка складалася з (т.з. 18 уділів 十八 国).

### Громадянська війна
Новоявлені вани, незадоволені призначеннями, затіяли міжусобну війну, яка в подальшому переросла у протистояння між Гао-цзу і Сян Юєм.
Поділ територій відбувся так, що багатьом ванам дісталися землі, вилучені від їх угідь, деяким взагалі не дісталося території, деякі царства були розбиті на декілька частин.
Особливе невдоволення висловив правитель Ці Тянь Жун, територія якого була розділена між трьома ванами, йому ж не дісталося жодного спадку. Він підняв повстання і скинув всіх трьох, зайнявши всі «три Ці» і взявши управління царством в свої руки. Надалі навколо Ці розгорілася запекла боротьба, і за кілька років цінський трон кілька разів передавався з рук в руки.
Майбутній ханський імператор Гао Цзу (Лю Бан) негайно відняв території трьох Цінь і стратив цінських генералів, і також вступив у війну проти Сян Юя.
Інші князі також підняли бунт, і виник складний багатосторонній конфлікт. Сян Юю довелося воювати на два основних фронти — проти Лю Бана на заході і царства Ці на сході. Будучи талановитим полководцем, він здобув багато перемог, але поки він переходив на інший фронт, його противники за цей час знову збирали війська і знову починали військові дії.

### Війна проти Гао-цзу і поразка
Вирішальною в протистоянні Сян Юя і Лю Бана була Битва при Ґайся в 203 році до н. е., де Сян Юй зазнав поразки. В 202 році до н. е. Сян Юй, відчувши, що не зможе взяти ситуацію під контроль, втік і був схоплений військами Гао-цзу, який став єдиновладним правителем нової династії Хань, що об'єднала Китай. Династія Чу була ліквідована.